# Piperskärr
Piperskärr is een plaats in de gemeente Västervik in het landschap Småland en de provincie Kalmar län in Zweden. De plaats heeft 1337 inwoners (2005) en een oppervlakte van 167 hectare. De plaats ligt op het schiereiland Norrlandet.